# Wobrub
Wobrub (biał. Вобруб, Wobrub; ros. Обруб, Obrub) – wieś na Białorusi, w obwodzie brzeskim, w rejonie łuninieckim, w sielsowiecie Łachwa, nad Śmiercią i przy drodze magistralnej .
Dawniej budynki leżące na terenie współczesnej wsi Wobrub należały do Łachwy. W dwudziestoleciu międzywojennym leżały one w Polsce, w województwie poleskim, w powiecie łuninieckim, w gminie Łachwa. Po II wojnie światowej w granicach Związku Sowieckiego. Od 1991 w niepodległej Białorusi.